# Winkel (Oberstdorf)
Winkel (mundartlich: Wingkhl) ist ein Gemeindeteil der Marktgemeinde Oberstdorf im bayerisch-schwäbischen Landkreis Oberallgäu.

## Geographie
Der Ort liegt circa drei Kilometer westlich des Hauptorts Oberstdorf.

## Ortsname
Der Ortsname stammt vom frühneuhochdeutschen Wort winkel für Winkel, Ecke, abseits gelegener, verborgener Raum und bedeutet somit (Siedlung) am abseits gelegenen Winkel.

## Geschichte

Baudenkmal aus dem 17. Jahrhundert in Winkel

Winkel wurde erstmals urkundlich im Jahr 1466 als Winkel erwähnt. Im 17. Jahrhundert wurde die Martinskapelle in Winkel erbaut.

## Baudenkmäler
Siehe: Liste der Baudenkmäler in Winkel